# Aethionema retsina
Aethionema retsina är en korsblommig växtart som beskrevs av Demetrius Phitos och Sven E. Snogerup. Aethionema retsina ingår i släktet Aethionema och familjen korsblommiga växter. IUCN kategoriserar arten globalt som akut hotad. Inga underarter finns listade i Catalogue of Life.